# Samuel Fuentes Andrades
Samuel Fuentes Andrades (Ercilla, 22 de enero de 1906 - Santiago, 27 de junio de 1996) fue un obrero y político radical chileno. Hijo de Manuel Fuentes Muñoz y Hortensia Andrades Tapia. Contrajo matrimonio con Teresa Aros. Distinguido miembro de la Masonería.

## Actividades profesionales
Realizó sus estudios en el Liceo de Angol. Se desempeñó como funcionario de la Empresa de los Ferrocarriles del Estado (1938-1954), dirigente gremial y político.

## Actividades políticas
Militante del Partido Radical. Fue Regidor de la Municipalidad de Lautaro (1944-1947) y Alcalde de la misma ciudad (1947-1957). Dirigente de la Confederación Nacional de Municipalidades.
Elegido Diputado por Imperial, Lautaro, Temuco, Pitrufquén y Villarrica (1957-1961), participando de la comisión permanente de Minería e Industrias.
Presidió la Asamblea Radical de la provincia de Cautín (1958-1959).
Reelegido Diputado por la misma agrupación departamental (1961-1965, 1965-1969 y 1969-1973). En estos tres períodos, figuró como miembro de las comisiones permanentes de Economía y Comercio, Agricultura y Colonización y la de Hacienda.